# Antônio Soares da Mota
Antônio Soares da Mota, (Juazeiro, BA, 14 de maio de 1944 – Aracaju, SE, 8 de maio de 2015) também conhecido como Motinha, foi um político, dirigente esportivo e empresário brasileiro. Foi vereador de Aracaju e durente quase 30 anos foi presidente do Club Sportivo Sergipe.
Motinha deixou a presidência do clube sergipano por decisão judicial em abril de 2010.